# Viranarasimha Raya
Viranarasimha Raya (... – 1509) fu un rajah dell'Impero Vijayanagara dell'India meridionale.
Alla morte del padre Tuluva Narasa Nayaka si innescarono una serie di ribellioni da parte dei feudatari in tutto l'Impero. In un primo momento salì al trono Immadi Narasa Nayaka, il figlio maggiore di Tuluva Narasa Nayaka, ma riuscì a mantenere il potere per soli due anni prima di venire assassinato. Viranarasimha Raya venne così incoronato nel 1505 e impegnò tutto il suo breve regno a contrastare le rivolte scoppiate nel paese. In questa epoca Adil Khan di Bijapur cercò di estendere il suo dominio a sud del fiume Tungabhadra, nei territori dell'Impero Vijayanagara. Viranarasimha, sostenuto da Ramaraja della famiglia di Aravidu e da suo figlio Thimma, riuscì a sconfiggere e a respingere l'esercito di Adil Khan.
L'Impero riuscì a conquistare Adoni e Kurnool. Gli sforzi di Viranarasimha Raya nel sedare le ribellioni interne vennero appoggiati dal Portogallo che fornì cavalli e artiglierie, ponendo come condizione il controllo del porto di Bhatkal.